# Yogui y la búsqueda del tesoro
Yogui y la búsqueda del tesoro (Yogi's Treasure Hunt en idioma inglés) es una serie de televisión de dibujos animados producida por Hanna-Barbera, es una continuación en el "El Mundo Funtastico de Hanna-Barbera." Fue presentada originalmente por la sindicación de la red, la serie se estrenó el 2 de septiembre de 1985 y tuvo su última emisión el 28 de marzo de 1988.

## Argumento
En esta aventura, el Oso Yogui, junto con el Oso Bubu, el Guardabosques Smith, Canuto y Canito, Melquíades, Tiro Loco McGraw, Huckleberry Hound, Super Fisgón y Despistado, está en busca de tesoros. Viajan a bordo de un barco llamado SS Jelly Roger Comando dirigido por Don Gato, al igual que el arca loca de Yogui. En cambio, Pierre Nodoyuna y Patán intentan conseguir cualquier tesoro, por supuesto, que siempre ellos usan sus trucos sucios.

## Voces
- Daws Butler - Oso Yogui, León Melquíades, Huckleberry Hound, Tiro Loco McGraw, Canito, Super Fisgón y Despistado, Lobo Hokey, Pepe Potamo, Pepe Trueno, Leoncio, Jinks, El Lagarto Juancho, Elefante Loquillo
- Don Messick - Guardabosques Smith, Bubu, Patán, Ricochet Rabbit, La Tortuga Dartañan, Ruff, Narrador
- John Stephenson - Canuto
- Arnold Stang - Don Gato
- Paul Winchell - Pierre Nodoyuna
- Julie Bennett - Osa Cindy
- Allan Melvin - Maguila Gorila
- Jean Pyl Vander - Rugg Maw
- Weldon Jimmy - Yakky Doodle
- Colvig Vance - Chopper
- Frank Welker - Mandibulin, Presidente (Ep. 16), director (ep. 23)
- Charlie Adler - Monster (ep. 26)
- Gail Matthius - Rock Place (ep. 1)
- Stojka André - Profesor Sprock Phineas (ep. 1)
- Jon Bauman - Intro Musical (Artista)

### Doblaje Mexicano
- Gabriel Cobayassi - Oso Yogui, Tiro Loco McGraw, Mr. Jinks
- Alma Nuri - Oso Bubu, Canito
- Salvador Nájar - Huckleberry Hound, Don Gato
- Antonio Raxel - León Melquiades
- Tito Reséndiz - Canuto, Super Fisgón
- Rossy Aguirre (algunos capítulos) - Canito
- Roberto Molina - Despistado
- Maynardo Zavala - Pierre Nodoyuna (El Barón Rojo), Narración e Insertos
- Carlos Iñigo - Guardabosques Smith, Pepe Trueno (Baba Looey)
- Arturo Mercado Chacon - Patán, El Lagarto Juancho  (Wally)
- Estebán Siller - Pepe Potamo
- Diana Santos - Osa Cindy (un episodio)
- Jorge Santos - Lobo Hokey
- Diana Santos - Osa Cindy
- Jorge Arvizu (†) - Canito, Cucho, Benito Bodoque

## Trivia
- Varios personajes de Hanna-Barbera aparecieron en varios episodios de la serie.
- El líder de la búsqueda de tesoros fue el jefe que dio pistas sobre los tesoros que deben recuperarse.
- Uno de los episodios es un juego de palabras en Brasil y Nicaragua, es llamado "Osobrazil" con el Oso Yogui como presidente y "Dickarágua", tiene a Pierre Nodoyuna como presidente.
- En el episodio "Los Héroes de Yogui", el personaje de Rambo es parodiado por Bubu como "Ramboo-boo". La parodia fue usada como tributo a la serie en el programa Pollo Robot de Adult Swim.

## Home Media Releases
- MCA / Universal Home Video lanzó tres episodios de la serie sobre distintas cintas de VHS en la primavera de 1990, para promover la apertura de la película de paseo en el simulador, El Mundo Fantástico de Hanna-Barbera con Universal Studios; No se sabe aún una serie completa en DVD de la serie de Warner Home Video.

## Emisión internacional
- EE.UU
  - Cartoon Network (1993-1998)
  - Kids' WB (1997-2001)
  - Boomerang (2001-2010)
- Chile
  - Canal 13 (1988-1998)
  - UCV Televisión (1999 - 2003)
- México
  - Canal 5 (1987-1990)
  - Canal Imagen (2016)
- América Latina
  - Cartoon Network (1994-1999)
  - Boomerang (2003-2004)
  - Tooncast (2011-2018)